# 2018년 동계 올림픽 말레이시아 선수단
2018년 동계 올림픽 말레이시아 선수단은 대한민국 평창에서 개최된 2018년 동계 올림픽에 참가하는 올림픽 말레이시아 선수단이다. 말레이시아가 동계 올림픽에 참가한 것은 이번이 사상 처음이다.
이번 대회에서 말레이시아는 남자 선수 두 명이 알파인스키와 피겨스케이팅 두 종목에 참가했다. 이밖에도 선수단장 1명이 더해져 총 5명의 선수단으로 구성되었다.

## 참가 선수
다음은 각 종목별 참가 현황이다.
| 종목         | 남자 | 여자 | 총합 |
| ------------ | ---- | ---- | ---- |
| 알파인스키   | 1    | 0    | 1    |
| 피겨스케이팅 | 1    | 0    | 1    |
| 총합         | 2    | 0    | 2    |

## 알파인 스키
말레이시아에는 총 한 명의 선수가 배정됐다. 이후 남자인 제프리 웹 선수가 말레이시아 사상 첫 동계 올림픽 출전 선수로 확정됐다. 웹 선수는 미국인 아버지와 말레이시아인 어머니 사이에서 태어났으며 이번에 말레이시아 대표로 출전이 허용됐다.
| 선수      | 종목        | 1차     | 1차  | 2차     | 2차  | 종합    | 종합 |
| 선수      | 종목        | 시간    | 순위 | 시간    | 순위 | 시간    | 순위 |
| --------- | ----------- | ------- | ---- | ------- | ---- | ------- | ---- |
| 제프리 웹 | 남자 대회전 | 1:23.83 | 78   | 1:23.84 | 70   | 2:47.67 | 68   |
| 제프리 웹 | 남자 회전   | DNF     | DNF  | DNF     | DNF  | DNF     | DNF  |

## 피겨 스케이팅
피겨스케이팅 선수 줄리안 이가 말레이시아의 두 번째 동계 올림픽 출전 선수로 지명됐다. 2017년 네벨혼 트로피에서 출전 자격 순위에는 들지 못했던 선수 6명 가운데서 1위를 차지하며 대회를 마치면서 출전권을 부여받았다.
| 선수      | 세부 종목 | 쇼트 프로그램 | 쇼트 프로그램 | 프리 스케이팅 | 프리 스케이팅 | 합계      | 합계      |
| 선수      | 세부 종목 | 점수          | 순위          | 점수          | 순위          | 점수      | 순위      |
| 줄리안 이 | 남자 싱글 | 73.58         | 25            | 진출 실패     | 진출 실패     | 진출 실패 | 진출 실패 |